# Hans Ruesch

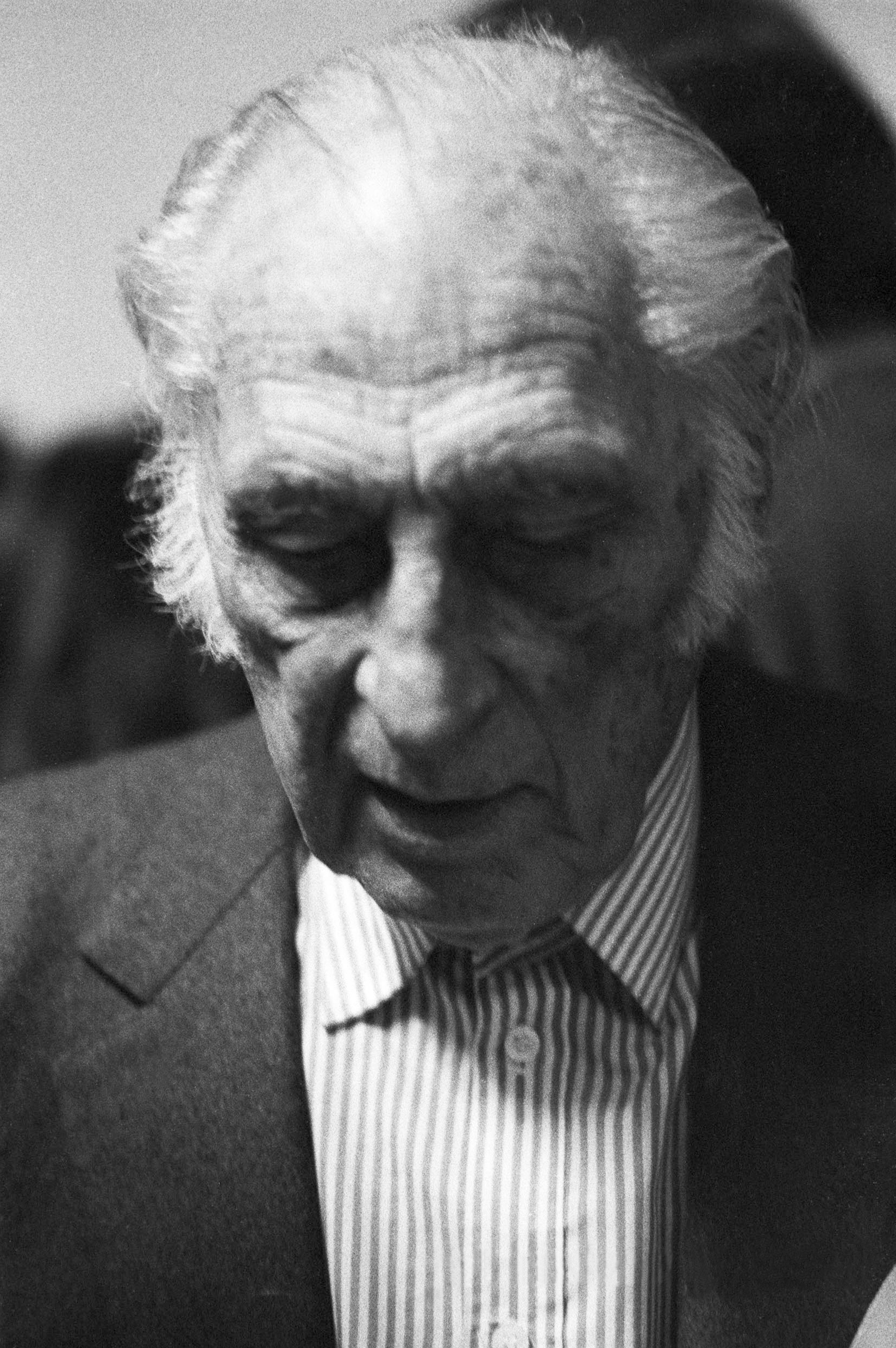
Hans Ruesch

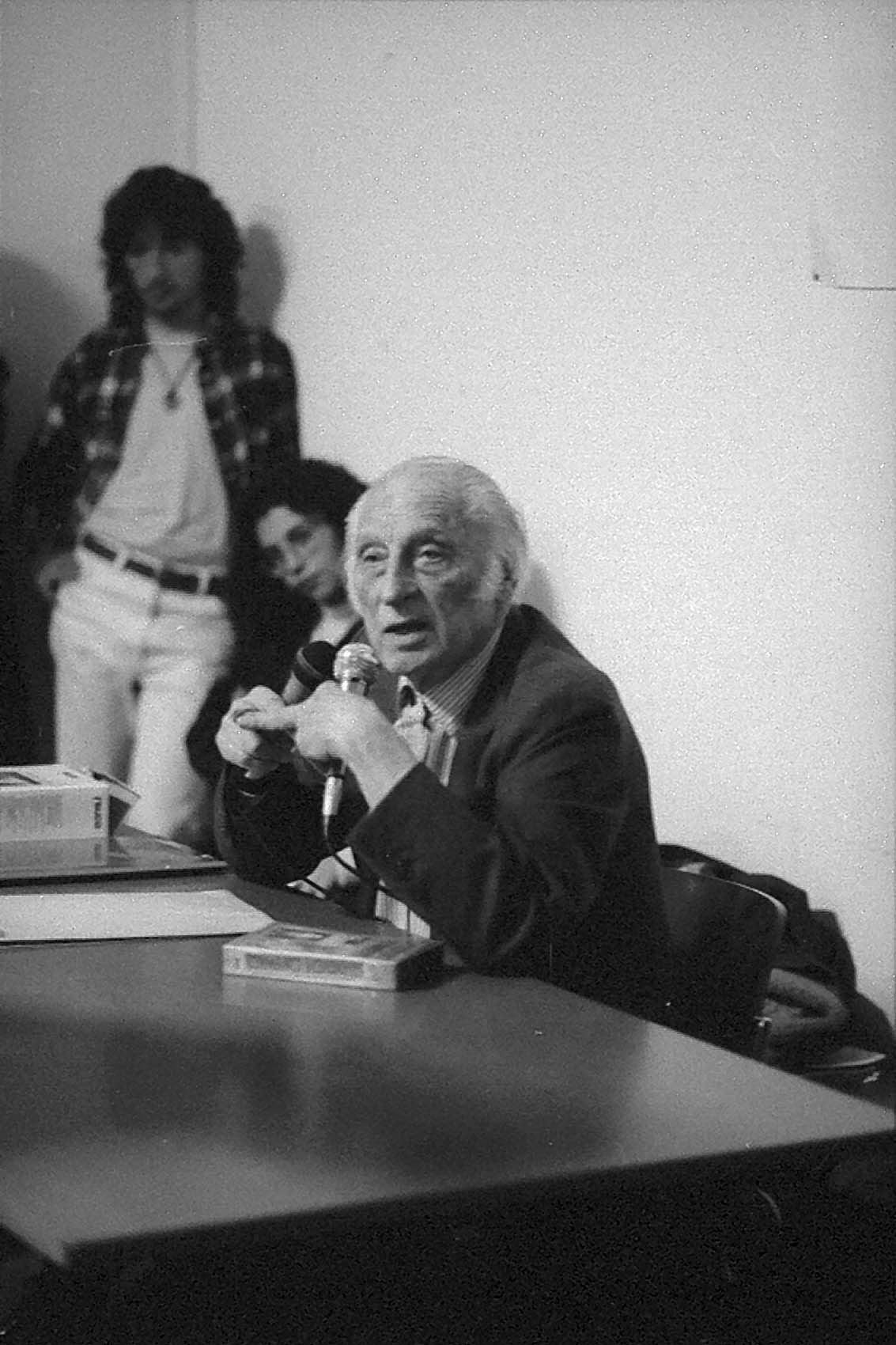
Ruesch tijdens een persconferentie.

Hans Ruesch (Napels, 17 mei 1913 – Lugano, 27 augustus 2007) was een Zwitsers autocoureur, auteur, medisch-historicus en activist tegen dierproeven.
Ruesch werd geboren in Napels, en had een Italiaans sprekende Zwitserse moeder en een Duits sprekende, Zwitserse vader. Tot zijn veertiende woonde hij in Napels, waar zijn vader in de textiel werkte. Ruesch zat op kostschool in Zwitserland. Hij studeerde rechten aan de Universiteit Zürich, maar stopte in 1932 met die studie om autocoureur te worden. Tegen het eind van de jaren dertig verhuisde Ruesch naar de Verenigde Staten
Na de Tweede Wereldoorlog keerde hij in 1946 terug naar Napels waar hij in 1949 trouwde met Maria Luisa de la Feld. Hij overleed op 94-jarige leeftijd thuis aan kanker.

## Autocoureur
Ruesch was 19 toen hij begon met autoracen bij MG Cars in 1932. Gedurende de jaren dertig reed hij tevens Alfa Romeo en Maserati bij evenementen door geheel Europa. Tevens nam hij deel in 1937 aan de 'South Africa Series'. Hij nam aan meer dan 100 wedstrijden in Europa en Zuid-Afrika deel en won 27 races. In de vroege jaren vijftig reed Ruesch een Ferrari MM race-auto.

## Auteur
Tijdens zijn verblijf in de Verenigde Staten publiceerde Ruesch korte verhalen in tijdschriften. In 1946 keerde hij weer terug naar Napels om meer te schrijven. Enkele van zijn meest bekende werken zijn Top of the World (1950), The Racer (1953), en South of the Heart: A Novel of Modern Arabia (1957).
Filmregisseur Nicholas Ray schreef het script voor de verfilming van Ruesch' boek Top of the World (dat in Europa verscheen als Les Dents du Diable). De film werd in de VS uitgebracht onder de naam The Savage Innocents (1960). Anthony Quinn vertolkte de hoofdrol van Inuk, een Inuit Eskimo. De film werd genomineerd voor de Golden Palm award tijdens Film Festival in Cannes in 1960.
Met zijn persoonlijke ervaring als autocoureur schreef Ruesch het boek The Racer, dat door Henry Hathaway werd verfilmd onder de titel The Racers (1955). Kirk Douglas schitterde hier in als Gino Borgesa, een roekeloze Formule 1 coureur.

## Dierproeven
Tevens werd Ruesch internationaal bekend als uitgesproken tegenstander van dierproeven. Ruesch vond dat de medische vooruitgang niet is gebaat bij het gebruik van dieren in onderzoek van middelen die bestemd zijn voor de
mens. Hij vond dierproeven juist gevaarlijk voor de ontwikkeling van de volksgezondheid en omschreef vivisectie als pseudo-wetenschap die gebruikmaakt van een voor de mens gevaarlijke of zelfs dodelijke methodologie. In zijn publicaties beargumenteerde hij dat konijnen, muizen, ratten en andere dieren anatomisch en psychisch niet gelijk zijn aan mensen en wist vele artsen en wetenschappers deze standpunten te laten onderschrijven (zie onder meer zijn werk 1,000 Doctors and More Against Vivisection). Door deze verschillen tussen mens en dier(en) kunnen dierproeven geen betrouwbare reacties bij mensen weergeven.
In 1974 stichtte Ruesch het Center for Scientific Information on Vivisection (CIVIS) en wijdde de rest van zijn leven aan strijden voor de afschaffing van dierproeven. Hij publiceerde meerdere titels over vermeende wetenschappelijke fraude achter dierproeven, waaronder Slaughter of the Innocent (1978), Naked Empress, or The Great Medical Fraud (1982), en 1,000 Doctors and More Against Vivisection (Civitas Publications, 1989). Ruesch wordt beschouwd als de ‘grondlegger van de moderne anti-vivisectionisten beweging’. In Nederland worden Ruesch en Civitas vertegenwoordigd door de Stichting voor de Afschaffing van Dierproeven, opgericht door Marion Bienes in 1989.